# Campionati mondiali juniores di biathlon 2025
I Campionati mondiali juniores di biathlon 2025, manifestazione organizzata dalla International Biathlon Union, si sono tenuti a Östersund, in Svezia, dal 26 febbraio al 5 marzo. Il programma ha incluso gare di sprint, individuale, partenza in linea e staffetta, sia maschili sia femminili, e di staffetta mista; oltre alle gare della categoria "juniores" (fino ai 21 anni) si sono disputate anche quelle della categoria "giovani" (fino ai 19 anni).

## Categoria juniores

### Risultati

#### Uomini

##### Sprint
| Pos. | Atleta            | Nazione    |
| ---- | ----------------- | ---------- |
| 1    | Håvard Tosterud   | Norvegia   |
| 2    | Jakub Borguľa     | Slovacchia |
| 3    | Petr Hák          | Rep. Ceca  |
| 4    | Kasper Kalkenberg | Norvegia   |
| 5    | Matija Legović    | Croazia    |
| 6    | Fabian Müllauer   | Austria    |
| 7    | Leonhard Pfund    | Germania   |
| 8    | Sivert Gerhardsen | Norvegia   |
| 9    | Axel Garnier      | Francia    |
| 10   | Christoph Pircher | Italia     |

Data: 2 marzo

Ore: 15.20 (UTC+1)

##### Individuale
| Pos. | Atleta             | Nazione    |
| ---- | ------------------ | ---------- |
| 1    | Sivert Gerhardsen  | Norvegia   |
| 2    | Kasper Kalkenberg  | Norvegia   |
| 3    | James Pacal        | Svizzera   |
| 4    | Jakob Kulbin       | Estonia    |
| 5    | Arttu Heikkinen    | Finlandia  |
| 6    | Matija Legović     | Croazia    |
| 7    | Fabian Kaskel      | Germania   |
| 8    | Edgar Geny         | Francia    |
| 9    | Jakub Borguľa      | Slovacchia |
| 10   | Bohdan Borkovs'kyj | Ucraina    |

Data: 27 febbraio

Ore: 14.30 (UTC+1)

##### Partenza in linea
| Pos. | Atleta             | Nazione   |
| ---- | ------------------ | --------- |
| 1    | Kasper Kalkenberg  | Norvegia  |
| 2    | Jimi Klemettinen   | Finlandia |
| 3    | Petr Hák           | Rep. Ceca |
| 4    | Andreas Aas        | Norvegia  |
| 5    | Bohdan Borkovs'kyj | Ucraina   |
| 6    | Gaëtan Paturel     | Francia   |
| 7    | Matija Legović     | Croazia   |
| 8    | Sivert Gerhardsen  | Norvegia  |
| 9    | Thomas Marchl      | Austria   |
| 10   | Elias Seidl        | Germania  |

Data: 3 marzo

Ore: 15.40 (UTC+1)

##### Staffetta
| Pos. | Nazione    | Atleti                                                               |
| ---- | ---------- | -------------------------------------------------------------------- |
| 1    | Norvegia   | Andreas Aas Sivert Gerhardsen Håvard Tosterud Kasper Kalkenberg      |
| 2    | Germania   | Linus Kesper Fabian Kaskel Elias Seidl Leonhard Pfund                |
| 3    | Polonia    | Jakub Potoniec Grzegorz Galica Konrad Badacz Fabian Suchodolski      |
| 4    | Svizzera   | Felix Ullmann Silvano Demarmels James Pacal Matthias Riebli          |
| 5    | Italia     | Davide Compagnoni Nicolò Betemps Christoph Pircher Marco Barale      |
| 6    | Finlandia  | Jimi Klemettinen Arttu Heikkinen Kalle Loukkaanhuhta Turkka Nieminen |
| 7    | Slovacchia | Artur Iskhakov Martin Matko Šimon Adamov Jakub Borguľa               |
| 8    | Rep. Ceca  | Vladimír Kocmánek Daniel Malušek David Eliáš Petr Hák                |
| 9    | Ucraina    | Serhiy Suprun Bohdan Borkovs'kyj Mykajlo Chmil' Volodymyr Aksjuta    |
| 10   | Francia    | Axel Garnier Gaëtan Paturel Edgar Geny Corentin Jacob                |

Data: 5 marzo

Ore: 12.45 (UTC+1)

#### Donne

##### Sprint
| Pos. | Atleta                 | Nazione  |
| ---- | ---------------------- | -------- |
| 1    | Anna Andexer           | Austria  |
| 2    | Sara Andersson         | Svezia   |
| 3    | Amandine Mengin        | Francia  |
| 4    | Olena Horodna          | Ucraina  |
| 5    | Voldiya Galmace-Paulin | Francia  |
| 6    | Silje Berg-Knutsen     | Norvegia |
| 7    | Lotta de Buhr          | Germania |
| 8    | Célia Henaff           | Francia  |
| 9    | Lea Zimmermann         | Germania |
| 10   | Estere Volfa           | Lettonia |

Data: 2 marzo

Ore: 12.00 (UTC+1)

##### Individuale
| Pos. | Atleta                 | Nazione  |
| ---- | ---------------------- | -------- |
| 1    | Célia Henaff           | Francia  |
| 2    | Amandine Mengin        | Francia  |
| 3    | Fabiana Carpella       | Italia   |
| 4    | Siri Skar              | Norvegia |
| 5    | Estere Volfa           | Lettonia |
| 6    | Ann Kristin Aaland     | Norvegia |
| 7    | Olena Horodna          | Ucraina  |
| 8    | Elsa Brandt            | Svezia   |
| 9    | Oleksandra Merkušyna   | Ucraina  |
| 10   | Voldiya Galmace-Paulin | Francia  |

Data: 27 febbraio

Ore: 10.45 (UTC+1)

##### Partenza in linea
| Pos. | Atleta               | Nazione  |
| ---- | -------------------- | -------- |
| 1    | Sara Andersson       | Svezia   |
| 2    | Anaëlle Bondoux      | Francia  |
| 3    | Oleksandra Merkušyna | Ucraina  |
| 4    | Amandine Mengin      | Francia  |
| 5    | Anna Nędza-Kubiniec  | Polonia  |
| 6    | Anna Millinger       | Austria  |
| 7    | Ann Kristin Aaland   | Norvegia |
| 8    | Lora Hristova        | Bulgaria |
| 9    | Ksenija Prychod'ko   | Ucraina  |
| 10   | Valentina Dimitrova  | Bulgaria |

Data: 3 marzo

Ore: 14.40 (UTC+1)

##### Staffetta
| Pos. | Nazione   | Atlete                                                                  |
| ---- | --------- | ----------------------------------------------------------------------- |
| 1    | Francia   | Célia Henaff Voldiya Galmace-Paulin Anaëlle Bondoux Amandine Mengin     |
| 2    | Germania  | Charlotte Gallbronner Lea Zimmermann Alma Siegismund Lotta de Buhr      |
| 3    | Norvegia  | Ann Kristin Aaland Siri Skar Guro Ytterhus Silje Berg-Knutsen           |
| 4    | Ucraina   | Tetjana Tarasjuk Oleksandra Merkušyna Ksenija Prychod'ko Olena Horodna  |
| 5    | Italia    | Fabiana Carpella Birgit Schölzhorn Francesca Brocchiero Ilaria Scattolo |
| 6    | Austria   | Lena Pinter Wilma Anhaus Anna Millinger Anna Andexer                    |
| 7    | Finlandia | Rebecca Sandnaes Lyydia Rainio Teodora Westerlund Eveliina Hakala       |
| 8    | Svezia    | Ida Eriksson Elsa Brandt Greta Lindqvist Seldahl Astrid Karlstedt       |
| 9    | Canada    | Alexandra Hulshof Moira Green Anna Perry Ema Chlepkova                  |
| 10   | Rep. Ceca | Svatava Mikysková Tereza Petrošová Anna Matějková Miroslava Červená     |

Data: 5 marzo

Ore: 12.45 (UTC+2)

#### Misto

##### Staffetta
| Pos. | Nazione   | Atleti                                                                     |
| ---- | --------- | -------------------------------------------------------------------------- |
| 1    | Germania  | Alma Siegismund Lotta de Buhr Fabian Kaskel Linus Kesper                   |
| 2    | Francia   | Voldiya Galmace-Paulin Amandine Mengin Gaëtan Paturel Edgar Geny           |
| 3    | Austria   | Wilma Anhaus Anna Andexer Thomas Marchl Fabian Müllauer                    |
| 4    | Norvegia  | Ann Kristin Aaland Siri Skar Kasper Kalkenberg Sivert Gerhardsen           |
| 5    | Ucraina   | Oleksandra Merkušyna Olena Horodna Bohdan Borkovs'kyj Serhiy Suprun        |
| 6    | Bulgaria  | Valentina Dimitrova Lora Hristova Georgi Džorgov Konstantin Vasilev        |
| 7    | Svezia    | Elsa Brandt Sara Andersson Victor Berglund Jacob Larsson                   |
| 8    | Polonia   | Anna Nędza-Kubiniec Barbara Skrobiszewska Konrad Badacz Fabian Suchodolski |
| 9    | Italia    | Fabiana Carpella Ilaria Scattolo Nicolo Betemps Christoph Pircher          |
| 10   | Rep. Ceca | Svatava Mikysková Miroslava Červená Vladimír Kocmánek Jan Gregor           |

Data: 28 febbraio

Ore: 16.00 (UTC+1)

### Medagliere per nazioni
| Pos. | Nazione    | Oro | Argento | Bronzo | Totale |
| ---- | ---------- | --- | ------- | ------ | ------ |
| 1    | Norvegia   | 4   | 1       | 1      | 6      |
| 2    | Francia    | 2   | 3       | 1      | 6      |
| 3    | Germania   | 1   | 2       | 0      | 3      |
| 4    | Svezia     | 1   | 1       | 0      | 1      |
| 5    | Austria    | 1   | 0       | 1      | 2      |
| 6    | Finlandia  | 0   | 1       | 0      | 1      |
| 6    | Slovacchia | 0   | 1       | 0      | 1      |
| 8    | Rep. Ceca  | 0   | 0       | 2      | 1      |
| 9    | Italia     | 0   | 0       | 1      | 1      |
| 9    | Polonia    | 0   | 0       | 1      | 1      |
| 9    | Svizzera   | 0   | 0       | 1      | 1      |
| 9    | Ucraina    | 0   | 0       | 1      | 1      |